# Arnor jarlaskald
Arnor jarlaskald Tordsson (Arnórr jarlaskáld Þórðarson) från gården Hítarnes på västra Island var en av sin tids främsta furstelovskalder. Han föddes troligen år 1012 och antas ha dött omkring 1075. Hans föräldrar var den kände skalden Tord Kolbeinsson (Þórðr Kolbeinsson) och dennes hustru Oddný.

## Levnad
Arnor företog i sin ungdom åtskilliga handelsresor till Norge, England och de nordatlantiska öarna. I synnerhet tycks han ofta ha uppehållit sig på Orkneyöarna hos sina fränder de samregerande jarlarna Ragnvald Brusason (Rǫgnvaldr Brúsason) och Torfinn Sigurdsson (Þorfinnr Sigurðarson). Det var för sina kväden till dessa båda jarlar som han fick tillnamnet "jarlaskald". Någon gång vid slutet av 1030-talet tycks Arnor ha gift sig med en yngre syster (eller nära släkting)  till Ragnvald jarl. Han var troligen också bosatt på Orkneyöarna då inbördeskriget utbröt mellan de båda jarlarna, men de höll honom avsiktligt utanför striderna.
År 1046 var Arnor i Norge där han gästade samregenterna Magnus den gode (Magnús inn góði) och Harald Hårdråde (Haraldr harðráði), vilka båda fick var sina kväden. Därefter är inte mycket känt om Arnors liv. Troligen vistades han på fädernegården på Island. Vad som talar för detta är, enligt Finnur Jónsson, att så mycket av hans dikter har bevarats, samt att han år 1073 diktade ett arvkväde efter den västfjordske hövdingen Gellir Torkelsson, som dog detta år i Danmark på hemväg från en pilgrimsfärd till Jorsala (Jerusalem).

### Det onda ryktet
Som en kuriositet kan nämnas att Arnor jarlaskald är omnämnd i Grettis saga, tillkommen cirka 200 år senare. Han påstås där ha varit en feg man, och bekylls för att redan som barn ha visat feghet. Den historia som sagan berättar om honom är dock, vilket redan Finnur Jónsson påpekade, en orimlig skröna. Men man anar bakom beskyllningen ett ont rykte, som varit levande på Island ännu flera generationer efter det att den sista människa, som kan ha haft personliga minnen av den man som ryktet gällde, gått i graven.
Bakgrunden till ryktet torde vara att söka i det tragiska inbördeskriget mellan kusinerna Ragnvald jarl och Torfinn jarl på Orkney. Arnor var nära vän med dem båda. Då det avgörande slaget vid Rauðubjörg år 1044 nalkades, befann sig skalden ombord på Torfinns skepp. Jarlen befallde då att skalden skulle sättas i land. Motståndaren, Ragnvald jarl, var Arnors svåger och skalden hade vänner och fränder på båda sidorna. Det var för att bespara honom våndan av att deltaga i en sådan strid som Torfinn sände bort honom, inte därför att han ansåg honom vara opålitlig eller feg. Finnur Jónsson karakteriserar honom på följande sätt: "Han var livet igenom en fredlig och fredsälskande man, som högst ogärna inlät sig i strider av något som helst slag." Också denna egenskap kan nog ha legat honom i fatet vad eftermälet beträffar.

## Verk
Förhållandevis mycket av det som Arnor diktade finns fortfarande kvar, även om inget verk har bevarats i sin helhet.

### Ragnvaldsdrapa
Ragnvaldsdrapa är ett arvkväde över jarl Ragnvald Brusason som föll i slaget vid Rauðabjörg i Petlandsfjörður år 1044. Endast fragment av dikten har bevarats, men, som brukar vara fallet med arvkväden, bör dikten ha sammanfattat den dödes levnad. Ragnvald hade varit i Gårdarike och återvände till Norge med Magnus den gode. Han for därefter till Orkneyöarna där han tog jarldöme samman med sin kusin Torfinn Sigurdsson. Torfinn var dock en härsklysten man som inte i längden kunde finna sig i att ha en medregent, vilket ledde till inbördeskrig. De bevarade stroferna omtalar jarlens vistelse i Gårdarike och Arnors eget svågerskap med honom samt avslutar med en bön för Ragnvalds själ.

### Hrynhenda
Hrynhenda är en drapa om konung Magnus den gode, som framfördes av skalden själv inför konungen i Norge år 1046. Namnet har dikten fått från sitt versmått hrynhenda (forsrim), det vill säga drottkvätt med ett utökat antal stavelser i versraden. Just hrynhenda tycks ha varit Arnors specialitet, och han tros ha varit den förste skald som skapade ett furstekväde på detta versmått. Dikten omtalar kung Magnus återkomst till Norge år 1035, hans bedrifter åren 1042-1045, härtågen till Danmark och Vendland, erövringen av Jomsborg samt slagen vid Lyrskogsheden och på Helgenäs. Även kungens person; hans djärvhet, makt och prakt prisas.
Då drapan framfördes var även Harald Hårdråde närvarande i salen. Harald fick också ett kväde, vilket kom att kallas Blágagladrápa därför att ordet blágagl (svart gässling som omskrivning för korp) ofta förekom i omkvädet. Efteråt sade Harald att kvädet till Magnus skulle människor minnas så länge Norge består. Om sitt eget kväde sade han att det nog var ett gott kväde, men att det snart skulle vara glömt. Den spådomen slog in. Hrynhenda finns ännu kvar (dock tyvärr ej i sin helhet), men Blágagladrápa är sedan länge restlöst förlorat. Arnor lovade nu Harald att senare skänka honom en ny och bättre drapa.
Hrynhenda markerar inte bara Arnors konstnärliga höjdpunkt utan är också en ytterst värdefull historisk källa. Drapan framfördes inför två konungar och i en sal full med kritiska åhörare. Om någon sakuppgift rörande Magnus bedrifter hade varit falsk skulle nog detta ha uppfattats mycket illa. När Snorre Sturlasson två århundraden senare nedskrev Magnus den godes saga, vilken ingår i Heimskringla, var också Hrynhenda en av honom ofta anlitad källskrift.

### Magnusdrapa
Också Hrynhenda är ju en Magnusdrapa (och har ibland kallats så), men det som numera brukar avses med detta namn är den erfidrápa (arvdrapa) om Magnus den gode som Arnor diktade kort efter kungens död år 1047. Drapan återberättar händelserna i kung Magnus liv, och kan sägas vara en bearbetning av Hrynhenda. Även denna drapa har till stor del bevarats och har ett stort historiskt källvärde. Men versmåttet är drottkvätt – hrynhenda var trots allt den versform som Arnor behärskade bäst.

### Torfinnsdrapa
Liksom Arnor hade diktat ett arvkväde över sin vän (men Torfinns ovän) Ragnvald jarl, gjorde han också ett arvkväde över vännen Torfinn jarl då denne avled år 1064. Torfinn hade varit en äregirig och hänsynslös man, men han var också en stark och energisk hövding. Och några goda sidor hade han haft. 25 strofer av kvädet har bevarats, vilka ger en förhållandevis utförlig skildring av jarlens levnad. Drapan är också en värdefull historisk källa då ju skalden själv varit ögonvittne till mycket av det som här skildras.

### Arvdrapa över kung Harald Hårdråde
Harald stupade i slaget vid Stamford Bridge år 1066. Med detta kväde, som antagligen tillkommit året efter, infriade Arnor sitt löfte till Harald att ge honom en ny och bättre drapa. Om denna drapa är bättre vet vi inte eftersom den första är sedan länge förlorad, men dikten är tvivelsutan en fortsättning av Blágagladrápa. Åtskilliga strofer har bevarats, vilka tar upp skilda scener ur Haralds liv: striden mot Sven Estridsson av Danmark, slaget vid Nissan och kungens anfall mot England och fall år 1066.

## Arnor som skald
Arnor jarlaskald var en mycket självständig diktare i både språkligt och metriskt hänseende. Han använde alltid sina egna ord och lånade aldrig från andra skalder vad han ville ha sagt. Däremot lånade han ofta från sig själv. Om han funnit ett särskilt träffande uttryck återanvände han det gärna i andra dikter. Trots att mer har bevarats av Arnors produktion än av de flesta andra skalders, lyckades Finnur Jónsson bara finna en strof med en omisskännlig förlaga:
| Bjǫrt verðr sól at svartri søkkr fold í mar døkkvan brestr erfiði Austra, allr glymr sjár á fjǫllum. | Den klara solen blir svart jorden sjunker i det mörka havet, Östres börda [himlen] brister hela havet dånar mot fjällen. |  |

Strofen är hämtad ur Torfinnsdrapa men bär tydliga spår av Vǫluspás Ragnaröksvision. Världens undergång är, som det beskrivs i Vǫluspá, när ättesamhället går i upplösning: när son står mot fader och broder mot broder. Detta var vad som hände under kriget på Orkneyöarna när vänner och fränder blev bittra fiender. Torfinn saknade icke skuld i det skedda, men Arnor dömer inte sin vän. Drapan avslutas med en bön för Torfinns själ.

## Lista över bevarade kväden av Arnor jarlaskald
Siffran inom parentes anger antalet strofer som har bevarats.
- Ragnvaldsdrapa (Rǫgnvaldsdrápa) (3)
- Hrynhenda (20)
- Magnusdrapa (Magnúsdrápa) (19)
- Kväde om Hermund Illugsson (Kvæði um Hermundr Illugason). Hermund Illugsson var bror till Gunnlaug ormstunga. Endast två rader har bevarats av detta kväde; de innehåller en bön för Hermunds själ.
- Torfinnsdrapa (Þórfinnsdrápa) (25)
- Arvdrapa över kung Harald Hårdråde (Erfidrápa um Harald konung harðráða) (19)
- Lausavisor och brottstycken (5)

## Helt förlorade kväden
- Troligen flera kväden om jarlarna Ragnvald och Torfinn.
- En dikt om Knut den store.
- Blágagladrápa. (Det första kvädet till Harald Hårdråde, diktat år 1046.)
- Ett kväde om Olav Kyrre, omnämnt i Skáldatal.
- Erfidrápa um Gellir Þorkelsson, diktat år 1073.

## Tåten om Arnor jarlaskald
Arnórs þáttur jarlaskálds är en tåt, en kort islänningasaga, som utspelar sig någon gång under åren 1045–1047. Den handlar om hur Arnor framför hyllningskväden till de båda kungarna Harald Hårdråde och Magnus den gode. Texten finns bevarad i Morkinskinna och Flateyjarbók. Den har översatts till svenska av Åke Ohlmarks (1964) och Mikael Males (2014).